# Nagyszőlősi járás
A Nagyszőlősi járás (ukránul: Виноградівський район, magyar átrásban: Vinohragyivszkij rajon) egykori közigazgatási egység  Ukrajna Kárpátontúli területén 1946–2020 között. Kárpátalja déli részén helyezkedett el; nyugatról a Beregszászi, északról az Ilosvai, keletről a Huszti járás, délkeletről Románia, délnyugatról Magyarország határolta. Székhelye Nagyszőlős volt. 
A járást a 2020. júliusi ukrajnai közigazgatási reform során megszüntették; területét a Beregszászi járáshoz csatolták.

## Történelem
A járásban talált legkorábbi leletek a felső paleotikumból valók, majd a későbbi időkben megszaporodnak.
Nagyszőlős környéke a 11. század vármegye rendszerében Borsova vármegye részeként működött, majd a 13. században Ugocsa vármegye szerveződött meg a területén Szőlős központtal. Ez a közigazgatási egység a mai járás területének mintegy kétszerese, elsősorban a mai romániai területekkel kiegészülve. Egy 1262-ben kelt levél említi a terület több települését is a rendkívül élénk gazdasággal rendelkező környéken. 1315-ben épült meg a Nyaláb vár, amely az egyetlen jelentős erődítés volt mindvégig a megyében.
A három részre szakadt Magyarországon sokszor cserélt gazdát, s ez kedvezőtlenül hatott a környék gazdaságára. A Rákóczi-szabadságharc egyik kisebb gócpontja.
1717-ben a betörő krími tatárok komoly pusztítást végeztek a környéken, amely az 1880-as évekig rendkívül elmaradott térsége az országnak. Ekkor ugyanis a vasút építése kisebb fellendülést hozott errefelé. 1919. április 23-án a járást elfoglalta a román királyi hadsereg, amely 1920 májusáig tartotta megszállva. Ezt követően 1939-ig Csehszlovákia része, amikor is a terület az első bécsi döntés értelmében Magyarországhoz kerül. 1944-ben a járás a Szovjetunióhoz, azon belül az Ukrán SZSZK-hoz lett csatolva.
A Beregszászi járáshoz hasonlóan itt is súlyos nemzetiségek elleni atrocitások történtek, az erőszakos kollektivizálás tönkretette az addig jól működő mezőgazdaságot. A független Ukrajna részeként a környék legfontosabb célja a rehabilitálás lett, amely mind a földek rendbetételét, mind a nemzetiségek szerveződését jelentette. A három nagy megyei jogú város (Beregszász, Munkács, Ungvár) után Nagyszőlős a kárpátaljai magyarság legfontosabb mai kulturális központja.

## Gazdaság
Nagyszőlős környékén elsősorban a jó éghajlati feltételek következtében kialakult mezőgazdaság a meghatározó, rehabilitálás alatt lévő szőlőkultúrája ukrán szinten kiemelkedő. Emellett főleg Nagyszőlős városában összpontosulva kisebb könnyűipar is jellemzi a környéket. A környék gazdaságában egyre nagyobb szerephez jut az idegenforgalom, köztük a falusi turizmus. A járás több hazai és külföldi befektetés célpontja.

## Népesség
A járás legmeghatározóbb nemzetisége az ukránoké (71,5%), de elsősorban a határ menti részeken jelentős magyar nemzetiség (24,8%) is él. A terület lakosságának nagy része vidéken (elfogadható körülmények között) él, mezőgazdaságban dolgozik.

## Települések

### Város
- Nagyszőlős (Виноградів)

### Városi jellegű települések
- Királyháza (Королево)
- Tiszaújlak (Вилок)

### Községek
- Akli /Öregakli/ (Оклі)
- Aklihegy (Оклі Гедь)
- Aklitanya /Újakli/ (Нове Клинове)
- Alsóveresmart (Мала Копаня)
- Batár (Ботар)
- Csarnatő (Черна)
- Csepe (Чепа)
- Csomafalva (Затисівка)
- Csonkás (Притисянське)
- Csonkás (Вербове)
- Fakóbükk (Букове)
- Fancsika (Фанчиково)
- Feketeardó (Чорнотисів)
- Feketepatak (Чорний Потік)
- Felsősárad (Широке)
- Felsőveresmart (Велика Копаня)
- Fertősalmás (Фертешолмаш)
- Forgolány (Форголань)
- Gödényháza (Гудя)
- Hömlőc (Холмовець)
- Ilonokújfalu (Онок)
- Karácsfalva (Карачин)
- Kistarna (Хижа)
- Magyarkomját (Великі Ком'яти)
- Mátyfalva (Матійово)
- Nagycsongova (Боржавське)
- Nagypalád (Велика Паладь)
- Nevetlenfalu (Неветленфолу)
- Oroszvölgy (Руська Долина)
- Mizsliszne (Пушкіно)
- Rákospatak (Горбки)
- Salánk (Шаланки)
- Sósfalu (Новоселиця)
- Szőlősegres (Олешник)
- Szőlősgyula /Gyula/ (Дюла)
- Szőlősvégardó (Підвиноградів)
- Tekeháza (Теково)
- Tiszabökény (Тисобикень)
- Tiszahetény (Гетиня)
- Tiszakeresztúr (Перехрестя)
- Tiszapéterfalva (Пийтерфолво)
- Tiszasásvár (Тросник)
- Tiszaszászfalu (Сасово)
- Tiszaszirma (Дротинці)
- Tiszaújhely (Нове Село)
- Verbőc (Вербовець)
- Veréce (Веряця)